# زراعة حيوية مكثفة

الزراعة الحيوية المكثفة هي نظام زراعي عضوي يركز على تحقيق أقصى قدر من المحاصيل من قطعة أرض صغيرة، ويزيد في الوقت نفسه التنوع الحيوي ويحافظ على خصوبة التربة. تهدف هذه الطريقة إلى الاستدامة طويلة الأجل على أساس نظام مغلق. وهي فعالة بشكل خاص لبستانيي الفناء الخلفي ولمزارعي الحيازات الصغيرة في البلدان النامية، كما استخدمت بنجاح في المزارع التجارية الصغيرة.

## تاريخ
استخدمت العديد من التقنيات التي تُساهم في الأسلوب الحيوي المكثف في الزراعة الصينية القديمة واليونانية والمايا وفي الفترة الحديثة المبكرة في أوروبا، وكذلك في غرب أفريقيا (تاباتس فوتا جالون) منذ أواخر القرن الثامن عشر على الأقل. جمع آلان تشادويك بين الأساليب البيوديناميكية والبستنة الفرنسية المكثفة، بالإضافة إلى نهجه الفريد، ليشكل ما سمّاه الأسلوب الفرنسي- البيوديناميكي المكثف.
طور جون جيفونز وإيكولوجي أكشن هذه الطريقة إلى طريقة مستدامة لزراعة الغذاء ب 8 خطوات تُعرف رسميًا باسم « الإنماء الحيوي المكثف  ®الزراعة المصغرة المستدامة». وتتمتع هذه الطريقة الآن بممارسة واسعة الانتشار وبتطوير متزايد، ووفقًا لإيكولوجي أكشن، استخدمت في أكثر من 140 بلدًا حول العالم، في كل مناخ وتربة ينمو فيها الغذاء. تشمل المكونات المهمة للنهج الحيوي المكثف ما يلي:
- الأسرة المرتفعة مزدوجة الحفر
- التسميد
- الزراعة الحيوية المكثفة
- الزرعة المرافقة
- الزراعة الكربونية
- زراعة السعرات الحرارية
- استخدام بذورالتلقيح المفتوح
- طريقة الزراعة كنظام كامل

ولكن لم يتناول هذا المفهوم  وهذه الطريقة إلا الجانب البيئي - التقني. طور راجبانداري المفهوم  والنهج الشمولي لنظام الزراعة الحيوية المكثفة لمعالجة الجوانب الاجتماعية - والاقتصادية والثقافية والسياسية أيضًا (راجبانداري، 1998). عرّف راجبانداري (2002) نظام الزراعة الحيوية المكثفة بأنه نظام زراعة حيوي ومكثف ومختلط  يعتمد على المشاركة المكثفة للمزارعين؛ الاستخدام الأمثل لإعادة التدوير العضوية من خلال تناوب المحاصيل؛ والإدارة المتكاملة لمغذيات النباتات، والإدارة المتكاملة للآفات العضوية باستخدام مبيدات الآفات الحيوية ومبيدات الآفات النباتية والكائنات الحية (الحيويات) مثل تريشوجراما (طنفوش) شيلونيس. يزود نظام الزراعة الحيوية المكثفة بإدارة متكاملة لمغذيات النباتات ليشمل السماد البلدي المحسن والسماد العضوي  السماد الأخضر والأسمدة الحيوية (الآزولا والرايزوبيوم والميكوريزيل). وهو نظام شامل للإدارة المستدامة للموارد الطبيعية في نظام بيئي زراعي معين ذي قاعدة ثقافية ومعارف محددة.
يشكل نظام الزراعة المستدامة الحيوية المكثفة، الذي يركز على حفظ التنوع الحيوي؛ وإعادة تدوير المغذيات؛ والتآزر بين المحاصيل والحيوانات والتربة والمكونات الحيوية الأخرى؛ وتجديد الموارد وحفظها نوع من النهج الزراعي - البيئي. ويعد نهجًا بديلًا يمكن أن يعالج القضية الرئيسية المتمثلة بالجوع والفقر وانعدام الأمن الغذائي/التغذوي وسبل العيش (راجبانداري، 1999) بشكل مناسب. ومثل نموذج لتعزيز المزارع البيئية والسياحة البيئية لإنتاج وإدرار الدخل أعلى  ضمن نطاق صغير.

## النظام
توفر الطريقة الحيوية المكثفة فوائد كثيرة مقارنة بالأساليب التقليدية للزراعة والبستنة، وهي طريقة إنتاج مستدامة ورخيصة وسهلة التنفيذ يمكن أن يستخدمها الأشخاص الذين يفتقرون إلى الموارد (أو الرغبة) لتنفيذ أشكال زراعية تجارية تعتمد على المواد الكيميائية والوقود الأحفوري.
تُظهر أبحاث إيكولوجي أكشن (جيفونز، جي.سي، 2001. مجلة الزراعة المصغرة الحيوية المكثفة للزراعة المستدامة (المجلد 19 (2)، 2001 ، ص 81-83) أنه يمكن للطرق الحيوية المكثفة تميكن المزارع الصغيرة النطاق والمزارعين من زيادة إنتاج الغذاء والدخل بشكل ملحوظ، والاستخدام المحلي غالبًا، واستخدام الموارد المتجددة  وخفض نفقات والمدخلات الطاقية مع بناء تربة سطحية خصبة بمعدل أسرع ب60 مما هي عليه في الطبيعة (فقدان التربة العالمي - وإجراء حل بيئي ممكن، 1996).
ووفقا لجيفونز وغيره من المؤيدين، عندما ينفذ المزارعين التقنيات الحيوية المكثفة على نحو سليم، تكون لديهم القدرة على:
- استخدم مياه أقل  بنسبة تتراوح بين 67 و 88% من الطرق الزراعية التقليدية.
- استخدم أسمدة مشتراة (عضوية، المتاحة محليًا) أقل بنسبة تتراوح بين 50% و100%.
- استخدام طاقة أقل بنسبة تصل إلى 99% من الزراعة التجارية، مع استخدام جزء من الموارد.
- إنتاج طعام أكثر ب 2 إلى 6 أضعاف في متوسط الغلات، بافتراض مستوى معقول من مهارة المزارعين وخصوبة التربة (والذي يزداد بمرور الوقت حسب ممارسة الطريقة)
- زيادة خصوبة بنسبة 100% .
- خفض كمية الأراضي المطلوبة لزراعة كمية مماثلة من الغذاء بنسبة 50% أو أكثر. وهذا يتيح لمزيد من الأراضي للبقاء في حالة برية، والحفاظ على خدمات النظم البيئي وتعزيز التنوع الوراثي.

ولتحقيق هذه الفوائد، تستخدم الطريقة الحيوية المكثفة نظامًا متكاملًا من ثمانية أجزاء هي زراعة التربة العميقة «الحفر المزدوج» لخلق أسّرة هوائية مرتفعة؛ والزراعة المكثفة؛ والزراعة المرافقة؛ والتسميد؛ واستخدام البذور مفتوحة التلقيح؛ ونسبة زراعة موازنة بعناية تبلغ 60% من المحاصيل الغنية بالكربون (لإنتاج السماد) 30% من المحاصيل الغنية بالسعرات الحرارية (للغذاء) و10% اختيارية يتم زراعتها في محاصيل الدخل (للبيع).

## الحيوانات
يركز أسلوب الحيوي المكثف عادةً على النظام الغذائي النباتي. هذا لا يعني أن الزراعة المكثفة الحيوية يجب أن تستبعد تربية الحيوانات. مع أن ممارسو التكثيف الحيوي لا يعتبروا الحيوانات مستدامة، ولكن يمكن دمجها في نظم حيوي مكثف، رغم أنها تزيد من مساحة أرض والعمالة المطلوبين. فيما يلي مقتطف من مقال حول موضوع دمج الحيوانات في نظام حيوي مكثف من صفحة «الأسئلة المتداولة» على موقع ويب «إيكولجي أكشن»:
يمكن أن تدخل الماشية في نظام [حيوي مكثف]، ولكنها تأخذ عادةً مساحة أكبر [من زراعة نظام غذائي نباتي]. وعادةً ما يتطلب الأمر نحو 40 ألف قدم مربع من أراضي الرعي لبقرة واحدة/ثور واحد (للحليب/اللحوم) أو عنزتان (للحليب/اللحوم/الصوف)، أو غنمتان (للحليب/اللحوم/الصوف). [على عكس] [الزراعة الحيوية المكثفة] وزيادة ناتج السعرات الحرارية الصالحة للأكل في تصميم نظامك الغذائي النباتي، يمكن أن ينمو نظام غذائي كامل ومتوازن لشخص واحد على مساحة 4.000 قدم مربع تقريبًا، وهي مساحة صغيرة كثيرًا.
يتمثل تحدي [تربية الحيوانات للغذاء]  أنه بحلول عام 2014، لن يتمكن 90% من سكان العالم  من الوصول إلا إلى نحو 4500 قدم مربع من الأراضي الزراعية لكل شخص، إذا تركوا مساحة مساوية في حالة برية لحماية التنوع الوراثي للنبات والحيوان والنظم البيئية في العالم! كما سترون من المعلومات التالية عن متطلبات الأرض لإدماج الثروة الحيوانية، فإن ذلك سيشكل تحديًا.
ويمضي المقال في تقدير المساحة المربعة اللازمة لزراعة العلف لمختلف الحيوانات (والسماد العضوي لتجديد التربة) ويقدم مناقشة حول ما إذا كان ينبغي استخدام السماد الحيواني كسماد /مكمل للسماد الطبيعي.

## الأبحاث
أكدت  الأبحاث المستقلة ادعاءات شركة إيكولوجي أكشن  بأن النظام الحيوي المكثف الذي طورته يمكن أن يكون مستدامًا وغزير الإنتاج. ومن الأمثلة على ذلك:
درس الدكتور إد غلين في مختبر الأبحاث البيئية، جامعة أريزونا، الطريقة الحيوية المكثفة عند النظر في أساليب إنتاج الغذاء لتجربة المحيط الحيوي الثاني، يقول غلين أن:
أُتيحت لي فرصة عرضية لاختبار الطريقة [الحيوي المكثفة] للزراعة ذات المدخلات الصفرية كجزء من عملنا في المحيط الحيوي الثاني. [اختبرنا الطريقة] ونشرناها في هورت ساينس. ثم استخدمت المجموعة الثانية من علماء المحيط الحيوي هذه الأساليب نفسها، وأصدروا منشورًا في هندسة النظم البيئية. لذا فإن طريقة جون جيفونز [الحيوية المكثفة] لا تعمل فحسب، بل لها في الواقع ختم الموافقة العلمية. (الإنتاج الغذائي المستدام لنظام غذائي متكامل، إي. غلين وسي. كليمنت، مختبر الأبحاث البيئية، جامعة أريزونا، توكسون؛ بي. برانون، قسم علوم الأغذية والتغذية، يو. أريزونا، توكسون؛ إل. لي، مشروع المحيط الحيوي الفضائي، أوراكل، إي زي، هورتساينس، المجلد 25 (12)، ديسمبر 1990).
أظهرت دراسة نشرت عام 2010 في مجلة أنظمة الزراعة المتجددة والغذاء أن الطرق الحيوية المكثفة أدت إلى زيادة كبيرة في الإنتاج وتقليل استخدام الطاقة مقارنة بالزراعة التقليدية (مور، إس.أر.، 2010، كفاءة الطاقة في لإنتاج البصل العضوي الحيوي المكثف في نطاق صغير في بنسلفانيا، الولايات المتحدة الأمريكية، نظم الزراعة المتجددة والغذاء، 25:3، الصفحات 181-188). وتشير هذه الدراسة إلى أن «نسبة كفاءة الزراعة الآلية الحالية في استخدام الطاقة تبلغ 0.9 ... وبينما كفاءة استخدام الطاقة في إنتاج البصل الحيوي المكثف في دراستنا كانت أعلى من هذه القيمة بأكثر من 50 مرة (51.5)، وأن 83 % من إجمالي الطاقة المطلوبة هي طاقة متجددة».
نشرت اتفاقية الأمم المتحدة لمكافحة التصحر عام 2010 مادة تتناول فوائد الزراعة الكثيفة حيويًا بالتفصيل، إنماء نظام حيوي مكثف، كأداة لمكافحة التصحر.